# غزال دره شوری
غزال دره‌شوری (Gazella gazella dareshurii) یک زیرگونه از آهوی کوهی (Gazella gazella) است که در جزیرهٔ فارور ایران یافت می‌شود. این زیرگونه به پاس تلاش‌های بیژن فرهنگ دره‌شوری برای حفاظت از محیط زیست ایران نام‌گذاری شده است.

## ویژگی‌های زیستی

### ژنتیک
بررسی‌های ژنتیکی نشان داده است که غزال دره‌شوری دارای قرابت زیادی با سایر زیرگونه‌های Gazella gazella در خاورمیانه است.  

### زیستگاه و پراکندگی
این زیرگونه به‌طور بومی در جزیرهٔ فارور در خلیج فارس زندگی می‌کند.  

### وضعیت حفاظت
طبق فهرست سرخ اتحادیه بین‌المللی حفاظت از طبیعت (IUCN)، غزال دره‌شوری در وضعیت بحرانی (CR) قرار دارد. کاهش جمعیت آن به دلیل شکار غیرمجاز و تخریب زیستگاه است.  

## جستار های وابسته
- آهوی کوهی
- بیژن فرهنگ دره شوری
- دره شوری
- اسب دره شوری
- قشقایی